# 银屏镇
银屏镇，是中华人民共和国安徽省合肥市巢湖市下辖的一个乡镇级行政单位。

## 行政区划
银屏镇下辖以下地区：
三胜村、白牡山村、芙蓉村、吕婆村、岱山村、箕山村、锥山村、爱国村和钓鱼村。